# Ибраимов, Талип Ибраимович
Талип Ибраимович Ибраимов (27 декабря 1940, Сары-Булак, Киргизская ССР — 25 мая 2016, Бишкек) — советский и кыргызский прозаик, писатель, драматург, режиссёр, редактор. Академик Киноакадемии Кыргызстана, заслуженный деятель искусств Кыргызской Республики (1991). Лауреат «"Русской премии" (2006)».

## Биография
Родился 27 декабря 1940 году в Сары-Булак, Калининского района Киргизской ССР. Завершив обучение в школе, поступил учиться на филологический факультет Киргизского государственного университета, позже прошёл обучение на высших курсах сценаристов и режиссёров в Москве. Более тридцати лет трудился на киностудии «Кыргызфильм» редактором.
С 2007 года в Бишкеке на открывшихся курсах кинематографистов работал преподавателем драматургии. Являлся академиком Киноакадемии Кыргызстана. Указом Президента был удостоен звания заслуженного деятеля искусств Кыргызстана.
В 1984 году снялся в фильме Макар-следопыт. Был сценаристом к игровым фильмам: «Среди людей», «Верить и знать», «Деревенская мозаика», «Я не хочу так больше жить», «Пейзаж глазами спринтера», «Плакальщица», а также ко многим документальным кинолентам. Перед выходом на заслуженный отдых он работал в должности главного редактора киностудии «Кыргызфильм» имени Толомуша Океева.
Выйдя на заслуженный отдых увлёкся написанием прозы на русском языке. Многие его повести переведены на различные языки. В 2006 году на международном литературном конкурсе «Русская Премия», за сборник повестей «Старик и Ангел», стал лауреатом в номинации «Малая проза».
Проживал в Бишкеке. Умер 25 мая 2016 года, похоронен на кладбище в Чон-Арыке.

## Награды и премии
- Заслуженный деятель искусств Кыргызской Республики (1991)
- Медаль «Данк» (2015)
- Лауреат ""Русской премии" (2006)".